# Jean-Marie Gustave Le Clézio
Jean-Marie Gustave Le Clézio (Nica, 13. travnja 1940.) je francuski je i mauricijski prozni pisac. 
Napisao je više od 30 književnih djela. 

## Nagrade
Dobitnik je Nagrade Renodo 1963. godine i Nobelove nagrade za književnost 2008. 

## Važnija djela
- Ispitivanje (Le Procès-Verbal), 1963.
- Potop (Le déluge), 1966.
- Rat (La guerre), 1970.
- Ka ledenim brjegovima (Vers les icebergs (Essai sur Henri Michaux)), 1978.
- Pustinja (Désert), 1980.
- Meksički san ili prekinuta misao (Le rêve mexicain ou la pensée interrompue), 1988.
- Ljudi oblaka (Gens des nuages), 1990.
- Zlatna ribica (Poisson d'or), 1997.
- Afrikanac (L'Africain), 2004.
- Uranija (Ourania), 2006.